# Іван Йованович
Іван Йованович (серб. Ivan Jovanović, нар. 8 липня 1962, Лозниця) — сербський футболіст, півзахисник. По завершенні ігрової кар'єри — футбольний тренер. З 2024 року очолює тренерський штаб національної збірної Греції.
Як гравець насамперед відомий виступами за клуби «Рад» та «Іракліс».

## Ігрова кар'єра
У дорослому футболі дебютував 1972 року виступами за команду рідного міста «Лозниця», в якій провів дванадцять сезонів.
Своєю грою за цю команду привернув увагу представників тренерського штабу клубу «Рад», до складу якого приєднався 1984 року. Відіграв за белградську команду наступні п'ятнадцять сезонів своєї ігрової кар'єри.
У 1989 році перейшов до клубу «Іракліс», за який відіграв 10 сезонів. Більшість часу, проведеного у складі «Іракліса», був основним гравцем команди. Завершив професійну кар'єру футболіста виступами за команду «Іракліс» у 1999 році.

## Кар'єра тренера
Розпочав тренерську кар'єру невдовзі по завершенні кар'єри гравця, 2001 року, очоливши тренерський штаб клубу «Нікі» (Волос).
Надалі очолював команди клубів «Іракліс» та АПОЕЛ, «Панахаїкі» та знову «Іракліс».
З 2008 року знову очолив тренерський штаб команди АПОЕЛ, з яким зумів добитися найбільших успіхів.
Протягом 2013–2016 років та у 2018 році тренував еміратський «Аль-Наср» (Дубай), а в 2019–2020 роках очолював збірну ОАЕ.
17 червня 2021 року був призначений головним тренером грецького «Панатінаїкоса». Був звільнений з клубу у грудні 2023 року, на той момент очолювана ним команда йшла на другому місці у національній першості.
1 серпня 2024 року уклав дворічний контракт з Грецькою федерацією футболу, очоливши тренерський штаб національної збірної Греції.

## Титули і досягнення

### Командні
- Чемпіон Кіпру (4):

«АПОЕЛ»: 2003-04, 2008-09, 2010-11, 2012-13
- Володар Кубка Кіпру (1):

«АПОЕЛ»: 2007-08
- Володар Суперкубка Кіпру (4):

«АПОЕЛ»: 2004, 2008, 2009, 2011
- Володар Кубка Президента ОАЕ (1):

«Ан-Наср»: 2014-15
- Володар Кубка ліги ОАЕ (1):

«Ан-Наср»: 2014-15
- Володар Кубка Греції (1):

«Панатінаїкос»: 2021-22

### Особисті
- Тренер сезону (Кіпр): 2003—2004, 2008—2009, 2009—2010, 2010—2011
- Тренер року у Сербії: 2011